# Rouvroy-sur-Audry
 Rouvroy-sur-Audry  là một xã ở tỉnh Ardennes, thuộc vùng Grand Est ở phía bắc nước Pháp.